# Trotsky (film)
Pour les articles homonymes, voir Trotski (homonymie).
Pour plus de détails, voir Fiche technique et Distribution.
Trotsky est un film documentaire français de Patrick Le Gall et Alain Dugrand, sorti en 1987. Il a reçu le Prix international SCAM du meilleur documentaire de création et essai au FIPA de 1988.

## Synopsis
C'est un film en deux parties : « Révolutions », qui raconte les épisodes de la vie de Léon Trotski, de la révolution de 1905 à la victoire de Joseph Staline sur l'opposition de gauche en 1927, et « Exils », d'Alma-Ata à Mexico, en passant par l'ile de Prinkipo, la France et la Norvège, où Trotsky continuera à combattre de l'extérieur la tyrannie stalinienne.
Il est constitué d'archives filmées d'époque et de nombreux témoignages : Marcel Body, Pierre Naville, Vlady Kilbaltchitch (fils de Victor Serge), Gérard Rosenthal, Maurice Nadeau, et d'analyses d'historiens tels que Pierre Broué et Jean-Jacques Marie.
Pour des raisons liées à l’influence massive du stalinisme, au cours du XXe siècle, Léon Trotski est toujours assez mal connu du mouvement communiste. Bien que quelques commentaires, ici et là, soient erronés ou discutables, ce film rétablit un certain nombre de vérités sur la vie et les idées du révolutionnaire russe, mais aussi sur le déroulement de la Révolution russe de 1917. 

## Fiche technique
- Titre : Trotsky
- Réalisation : Patrick Le Gall
- Scénario : Patrick Le Gall et Alain Dugrand
- Producteurs artistiques : Georges Benayoun, Pierre Rozenthal
- Conseiller scientifique : Pierre Broué
- Avec : Marcel Body, Pierre Naville, Vlady Kilbaltchitch, Gérard Rosenthal, Maurice Nadeau, Pierre Broué, Jean-Jacques Marie, Marguerite Bonnet, Jacques Baynac, Maurice Joyeux, David Rousset, Raymond Molinier, Georges Novak, Olivia Gall, Adolfo Gilly, Félix Ibarra, Maria Craipeau-Blunden, Vsevolod Platonovitch Volkov (dit Esteban Sieva Volkov, petit-fils de Trotsky) et Vincent Colin (narrateur). Interviews réalisées par Alain Dugrand.
- Images d'archive : Cinémathèques Cosmos, Gaumont, Pathé, etc.
- Production : IMA Productions
- Partenaires : France 3, La Sept
- Détenteurs des droits : IMA Productions
- Pays de production :  France
- Genres : documentaire, biographique
- Durée : 120 minutes (2 épisodes de 60 minutes : 1. Révolutions; 2. Exils)
- Date de diffusion : 1987
- Organismes de diffusion : France Régions 3 et La Sept ( France); British Broadcasting Corporation (BBC) au  Royaume-Uni
- Distribution vidéo : Direction du livre et de la lecture (2007)